# Казличешме (станція)
40°59′34″ пн. ш. 28°55′01″ сх. д. / 40.992681542239° пн. ш. 28.916892896139° сх. д.
Казличешме (тур. Kazlıçeşme) —  залізнична станція лінії S-bahn Мармарай в Зеїтінбурну, Стамбул. Спочатку станцію було відкрито 22 липня 1872 р. у складі Румелійської залізниці. Перебуває під управлінням Турецьких державних залізниць з 1937 року. В 1955 році перебудована під обслуговування Стамбульської приміської залізниці. 1 березня 2013 року стару станцію було закрито та знесено, а незабаром поруч із нею було побудовано нову станцію для приміської лінії Мармарай. 29 жовтня 2013 р. нову станцію було відкрито разом з 4 іншими станціями на лінії Мармарай. Після завершення фази II 12 березня 2019 року Казличешме є проміжною станцією на приміській залізничній лінії Халкали - Гебзе.

## Обладнання станції[1]
- 2 входи та виходи
- 2 ескалатори
- 1 ліфт
- 2 квиткові каси
- 1 апарат для продажу квитків
- 1 автомат для продажу електронних квитків
- 8 турнікетів, у тому числі 2 для маломобільних пасажирів
- 10 пасажирських інформаційних екранів

## Пересадки
- Автобуси: 48A, 50K, 80, 80T, 85C, 97E, MR10, MR11, MR20
- Маршрутки:
  - Топкапи - Єнімахалле,
  - Топкапи - Мертер

## Визначні місця
- Європейський коледж
- Європейська професійна школа[tr]
- Стамбульський університет Топкапи[tr]
- Арена Абді Іпекчі[tr]
- Кладовище Казличешме
- Мечеть Мерзіфонлу Кара Мустафа-паші
- Навчально-дослідна лікарня гінекології та педіатрії Сулейманіє
- Навчально-дослідна лікарня захворювань грудної клітки та торакальної хірургії Єдікуле
- Вірменська лікарня Єдікулє Сурп Пиргіч[en]
- Грецький шпиталь Баліклі[en]
- Музей фортеці Єдікуле
- Притулок для тварин Єдікуле
- Цвинтар Єдікуле
- Аутлет-центр «Олівіум».
- Міжнародний парк миру